# Kloster Engelthal (Bonn)

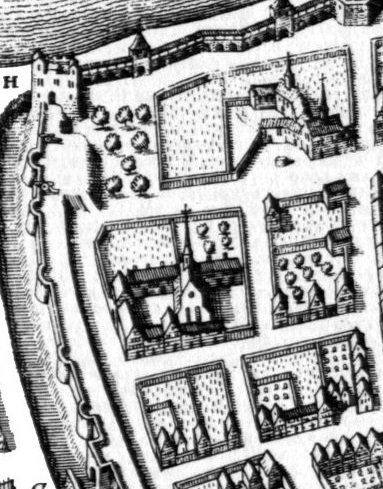
Kloster Engelthal auf dem geosteten Stadtplan von Matthäus Merian, gedruckt 1646

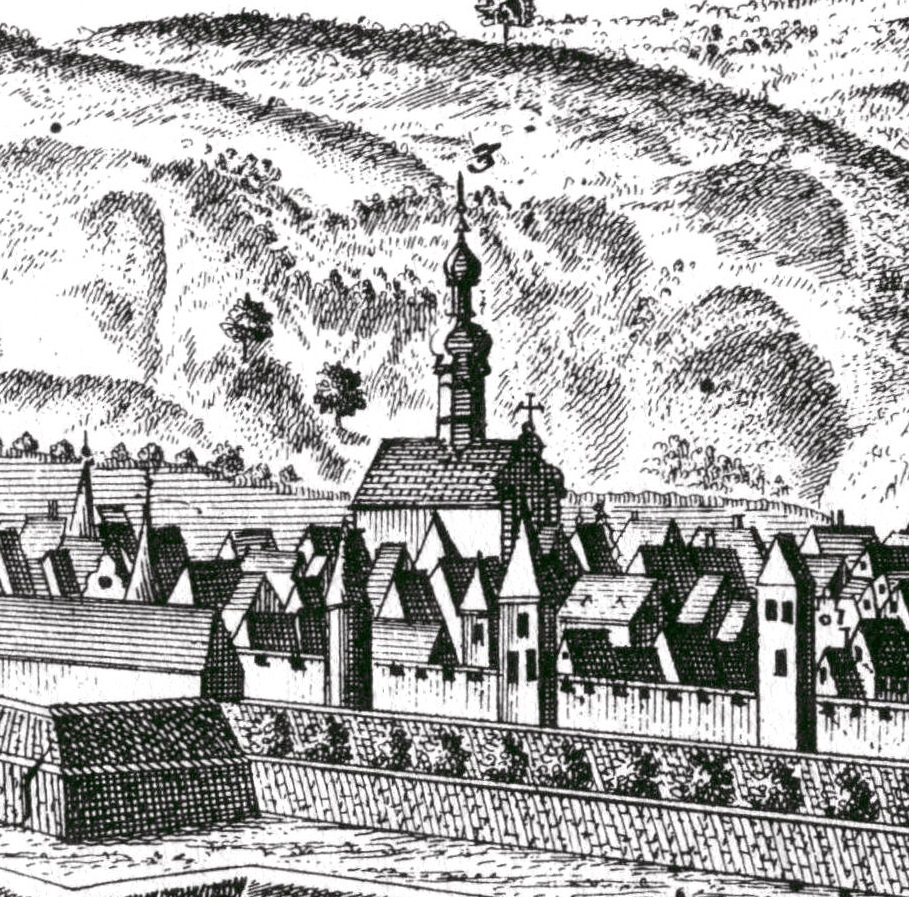
Die Klosterkirche mit barockisiertem Dachreiter und Barockgiebel, Ansicht von Nordwesten, um 1710

Das Kloster Engelthal war ein Augustiner-Chorfrauen-Kloster am Nordrand der historischen Altstadt von Bonn. Von den Gebäuden sind keine Reste erhalten.

## Geschichte
Nach urkundlich nicht belegter Überlieferung wurde das Kloster Zum Engelthal (In valle angelorum) im ersten Jahrzehnt des 11. Jahrhunderts von der frommen Bürgerin Geckela aus ihrem ererbten Vermögen gestiftet. Um die päpstliche Bestätigung zu erlangen, sei sie persönlich zu Papst Johannes XIX. gepilgert. An der Stelle des neuen Klosters habe sich zuvor ein Marstempel befunden. Das Kloster erhielt das Patrozinium der Gottesmutter, des Erzengels Michael und aller Engel. Der Konvent bestand aus adligen Frauen.
Dokumente über das Kloster liegen ab 1324 vor. Sie setzen dessen Existenz bereits voraus. 1417 schlossen sich die Engelthaler Augustinerinnen der Windesheimer Reformkongregation an. 1460 folgte ein Teil von ihnen dem Ruf des Trierer Erzbischofs Johann II. zur Neubesiedlung des Agnetenklosters in Trier. Von den Kriegsereignissen des 16. und 17. Jahrhunderts schwer betroffen, konsolidierte sich das Kloster im 18. Jahrhundert. Mit dem Ende des Heiligen Römischen Reichs und des Kurfürst-Erzbistums Köln wurde auch das Kloster Engelthal 1802 durch die französische Regierung säkularisiert.
Im 19. und 20. Jahrhundert verschwanden Klosterkirche und Konventsgebäude vollständig. Bis heute erinnert die Engeltalstraße an sie.